# Amy Brooke
Amy Brooke (Chicago, Illinois; 25 de junio de 1988) es una actriz pornográfica estadounidense que realiza escenas extremas anales y de doble penetración.

## Premios
| Premiación   | Año  | Resultado | Categoría                         | Trabajo                              |
| ------------ | ---- | --------- | --------------------------------- | ------------------------------------ |
| AVN Award    | 2011 | Ganadora  | La Escena de Sexo Más Indignante. | Enema Boot Camp.                     |
| AVN Award    | 2011 | Ganadora  | La Escena de Sexo Más Indignante. | The Perfect Secretary: Training Day. |
| AVN Award    | 2011 | Nominada  | Mejor Escena de Sexo Anal.        | Up Skirts 2.                         |
| AVN Award    | 2011 | Nominada  | Mejor Estrella Joven Nueva.       | Mejor Estrella Joven Nueva.          |
| XRCO Award   | 2011 | Nominada  | Superputa.                        | Superputa.                           |
| Premios XBIZ | 2011 | Nominada  | Nueva Estrella Joven del Año.     | Nueva Estrella Joven del Año.        |